# Ioan Andrei
Ioan Andrei (n. 27 iulie 1957) este un fost deputat român în legislatura 2000-2004, ales în județul Alba pe listele partidului PDSR. Ioan Andrei a fost membru în grupurile parlamentare de prietenie cu Republica Africa de Sud și Republica Coasta de Fildeș. 